# Жаворонки на нитке
«Жа́воронки на ни́тке» (чеш. Skřivánci na niti) — художественный фильм чешского режиссёра Иржи Менцеля, снятый по рассказам Богумила Грабала в 1969 году. Запрещённый к показу, фильм вышел на экраны в 1990 году. Обладатель высшей награды Берлинского кинофестиваля 1990 года.

## Сюжет
Чехословакия начала 1950-х годов. На большом металлургическом комбинате в Кладно сортировкой металлолома занимается бригада разнорабочих. Ударным принудительным трудом искупают своё буржуазное происхождение бывшие профессор философии, прокурор, предприниматель, парикмахер, саксофонист, молочник и повар. По-разному складывается жизнь каждого из этих людей с переплавленными по воле новых властей судьбами.

## В ролях
- Рудольф Грушинский — управляющий
- Властимил Бродский — профессор
- Вацлав Нецкарж — Павел Гвездар
- Йитка Зеленогорска — Йитка
- Ярослав Саторанский — Андель
- Владимир Шмерал — министр
- Фердинанд Крута — Кудла
- Франтишек Регак — Крутичек
- Нада Урбанкова — Ленка
- Власта Елинкова — Тимингова
- Мила Мысликова — Эльза
- Вера Фербасова
- Йиржина Штепничкова  – мать Павла

## Награды и номинации
- 1990 — Берлинский кинофестиваль
  - «Золотой медведь» (Иржи Менцель)
  - Почётное упоминание международной федерации кинопрессы ФИПРЕССИ (Иржи Менцель)
- 1990 — Фестиваль чешских фильмов в Пльзене
  - «Золотой зимородок» (Иржи Менцель)